# 灵芝

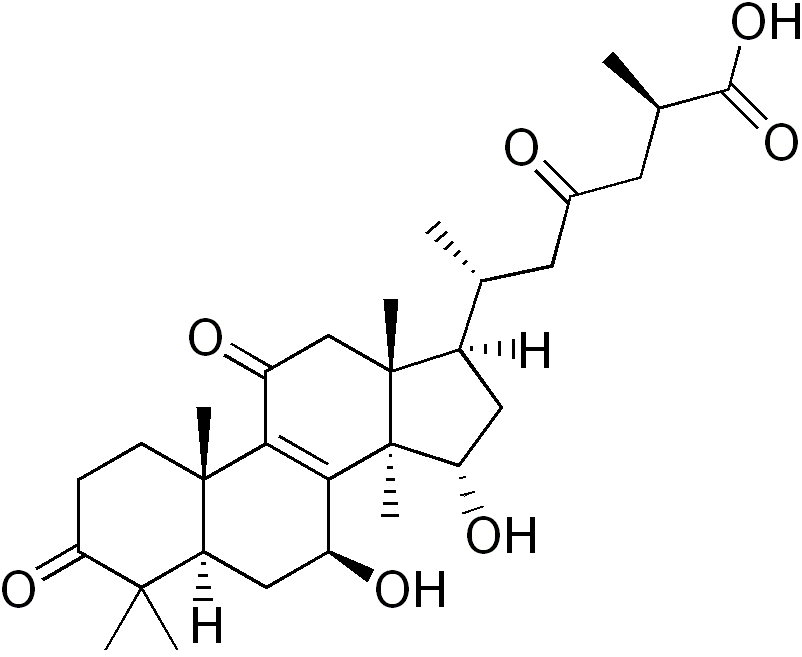
提取物灵芝酸A

靈芝（學名：Ganoderma lucidum）是靈芝屬下的一個種。

## 品种分类
在《神农本草经》中将灵芝依色泽的不同划分成赤芝、黄芝、白芝、青芝、黑芝、紫芝六种。而现代常见的只有赤芝和紫芝两种，其它以野生为主。
- 赤芝就是本種。
- 紫芝就是新日本靈芝種。

## 相关文化

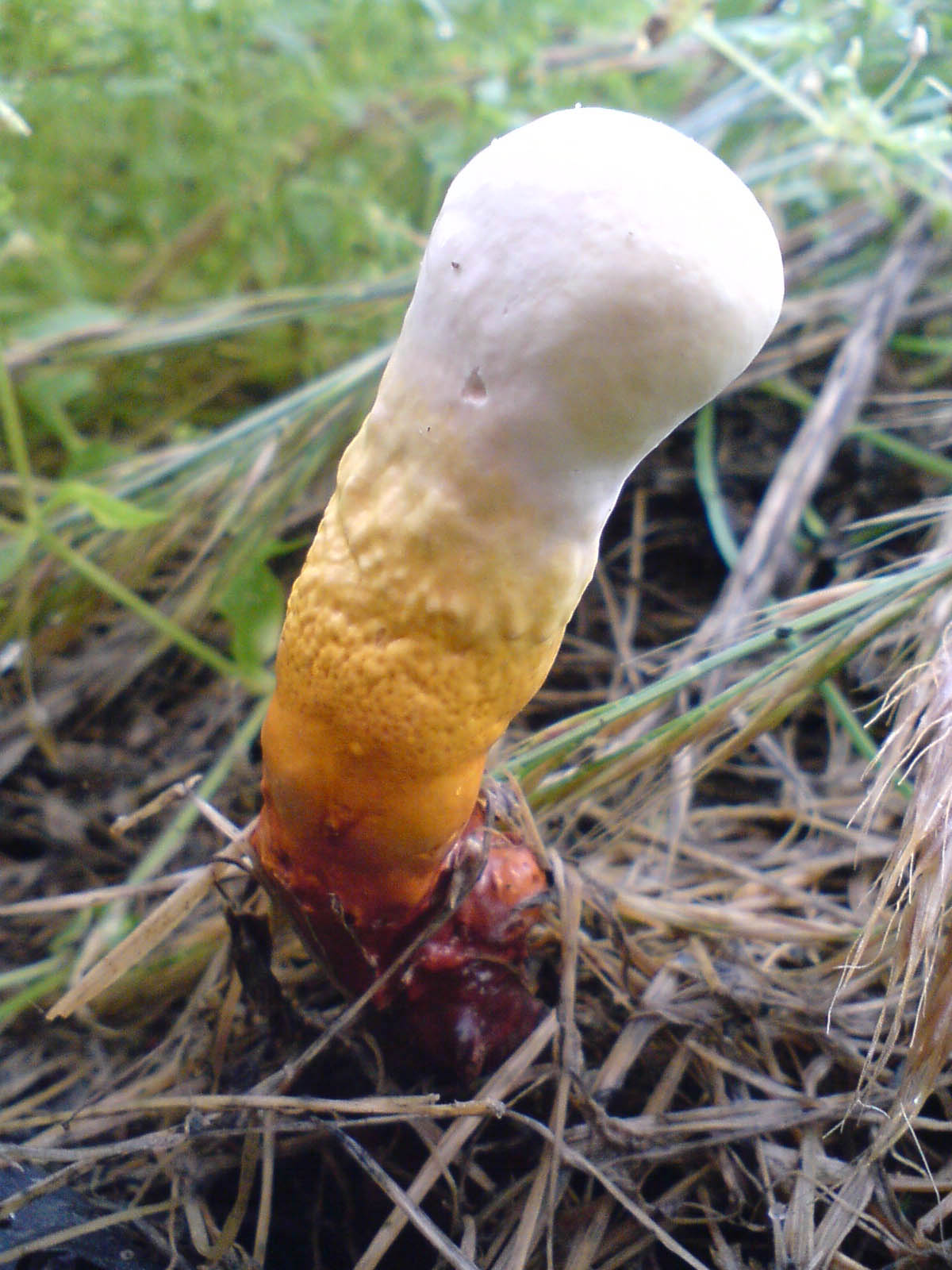

灵芝在中国文化中的地位甚至超越了其在医药上的地位，影响了宗教、医药、文学、建筑学、戏曲艺术等诸多学科。据《山海经》中记载传说灵芝是炎帝之幼女“瑶姬”的精灵转化为“瑶草”即灵芝。而民间传说的《白蛇传》中白素贞盗南极仙翁的灵芝救许仙还阳的故事。灵芝同样也大量出现在中国古代小说等文学作品中，例如童話故事《靈芝仙子》。灵芝菌盖表面有一轮轮云状环纹，被称为“瑞征”或“庆云”，被古人看做是吉祥的图案，古代建筑的柱头、檐下等处都绘有这种庆云图。天安门前的华表上也刻有这种庆云图。“玉如意”的头部也是这种庆云图。
在中国大陆民众普遍相信，灵芝具有极好的保健作用，甚至能够辅助治疗癌症。市场上有很多以灵芝为原料的保健食品。

## 外部連結
- 赤芝 Chizhi （页面存档备份，存于） 藥用植物圖像數據庫 (香港浸會大學中醫藥學院) （中文）（英文）
- 赤芝 Chi Zhi （页面存档备份，存于） 中藥標本數據庫 (香港浸會大學中醫藥學院) （繁體中文）（英文）
- 靈芝 Lingzhi （页面存档备份，存于） 中藥材圖像數據庫 (香港浸會大學中醫藥學院) （中文）（英文）
- 靈芝 Ling Zhi （页面存档备份，存于） 中藥標本數據庫 (香港浸會大學中醫藥學院) （繁體中文）（英文）
- 靈芝酸A Ganoderic acid A 中草藥化學圖像數據庫 (香港浸會大學中醫藥學院) （中文）（英文）

1. ↑  Wei Tiezheng(魏铁铮) （页面存档备份，存于）, et al, 2024. Ganoderma lucidum in Catalogue of Life China: 2024 Annual Checklist (中国生物物种名录：2024版), Beijing, China, 2023-04-19 [2024].